# 坪田敏男
坪田 敏男（つぼた としお、1961年 - ）は、北海道大学大学院獣医学研究院・教授、獣医学博士。専門は野生動物医学／保全医学。ホッキョクグマの本などを出版している。

## 来歴
- 1961年 - 大阪府出身
- 1983年 - 北海道大学獣医学部卒業[1]
- 1988年 - 北海道大学大学院獣医学研究科博士課程修了[1]
- 1988年 - 岐阜大学農学部獣医学科助手[2]
- 1991年から1993年にかけて、イリノイ大学アーバナ・シャンペーン校（米国）客員研究員[2]
- 1995年 - 岐阜大学農学部助教授[2]
- 2001年 - 岐阜大学農学部教授 [2]
- 2003年 - 岐阜大学応用生物科学部教授 [2]
- 2007年 - 北海道大学（連合）獣医学研究院教授[2]

## 受賞歴
- 1990年 - 家畜繁殖学会賞（島村賞）[3]
- 2003年 - 日本獣医学会賞[4]
- 2024年 - 第78回北海道新聞文化賞[5]